# Paracelsus (Kolbenheyer)

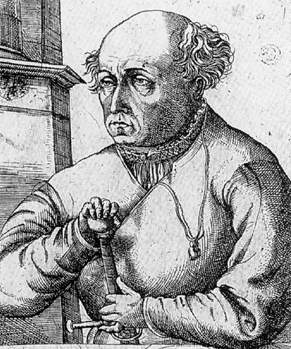
Paracelsus, eigentlich Theophrastus Bombastus von Hohenheim. Kupferstich von Augustin Hirschvogel (1540)

Paracelsus ist eine Romantrilogie von Erwin Guido Kolbenheyer bestehend aus Die Kindheit des Paracelsus (entstanden 1913/14), Das Gestirn des Paracelsus (1915–21) und Das dritte Reich des Paracelsus (1921–23). Sie gilt als Hauptwerk des völkisch-nationalistischen Schriftstellers. Die Erstausgaben erschienen bei G. Müller in München 1917, 1921 bzw. 1925.
Kolbenheyers Romanbiografie bietet eine „höchst eigenwillige und nicht ungefährliche Deutung des Paracelsus und der Deutschen“.

## Überblick
Der 1. Band schildert Theophrastus' Herkunft und frühe Jahre als Sohn eines schwäbischen Arztes nahe dem Kloster Einsiedeln. Dem Vater fühlt er sich eng verbunden, die Mutter stirbt in religiösem Wahn, was in ihm den Wunsch erweckt, Arzt zu werden, um Menschen zu heilen.
Im 2. Band wird die Entwicklung des jungen Mannes an wechselnden Orten geschildert. Er bewährt sich in unterschiedlichen Situationen, studiert erfolgreich Alchemie und wird in Ferrara zum Doktor der Medizin promoviert. Er erprobt seine Kenntnisse als Regiments- und Wundarzt. Dabei vertraut er auf die Kräfte der Natur. Die lateinische Scholastik und die Geisteswissenschaft seiner Zeit lehnt er hingegen ab, da er das „Licht der Natur“  dem trügerischen „Schein des Wortes“ vorzieht.
Der 3. Band zeigt Paracelsus ruhelos und auf Wanderschaft, seitdem er von den Gelehrten aus Basel vertrieben ist. Es wird ein naturphilosophisches Weltbild ausgebreitet, das die Drei-Zeiten-Lehre Joachims von Fiore mit einer Idee vom Mikrokosmos im Makrokosmos verbindet und einen Sinnzusammenhang von Mensch und Volk postuliert. Die Erlösung durch ein heraufziehendes drittes Reich des Heiligen Geistes bleibt Paracelsus verwehrt: Er stirbt krank, einsam und angefeindet in Salzburg. Mit dem lateinischen Satz „Ecce Ingenium Teutonicum“ (dt. Siehe, der deutsche Geist/Charakter) schließt das Werk.

## Aussage
Kolbenheyer gestaltet seinen Paracelsus als Inbegriff des stets Suchenden, darin der Figur des Faust ähnlich, und als Verkörperung deutscher Wesensart schlechthin. Diese strebt nach einer Verbindung des einzelnen Menschen zum Ganzen. Die Medizin ist ihm nur Beginn des Weges zur Selbsterkenntnis. Erst wenn der Mensch sich selbst erkennt, könne er die Welt und seine Stellung darin erkennen. Wie Martin Luther wolle er „dem Volke helfen“ und der deutschen Sprache und Schrift zum Sieg verhelfen. Sein Bekenntnis zum deutschen Wesen ist ein Protest gegen die „Weltläufigkeit der Universitäts-Gelehrten“.
Im Widerspruch zum historischen Paracelsus, der den Menschen als Mikrokosmos verstanden hatte, verbindet Kolbenheyer in seiner Romanfigur biologistische und völkische Konzepte. Rationalismus und Humanismus werden als dem Deutschen nicht artgemäße „mittelmeerische Geistigkeit“ abgelehnt. Damit entwirft Kolbenheyer ein Bild der Deutschen als wahrhaft fühlendes, nach tieferer Wahrheit trachtendes Volk, geistvoll und hierin den anderen Völkern, vor allem den vom „mediterranen Geist“ geprägten, überlegen.
„Es ist kein Volk wie dieses, das keine Götter hat und ewig verlangt, den Gott zu schauen.“ (1. Band, 1. Kapitel)

## Stil
Kolbenheyer verwendet in der wörtlichen Rede eine „mitunter gekünstelte“ altertümliche Ausdrucksweise; jedoch differenziert er sie sorgfältig nach Region, Stand, Umgangs- und Fachsprache. Diesen Stil hatte er bereits in Amor Dei. Ein Spinoza-Roman (1908) und Meister Joachim Pausewang (1910) verwendet, um die „politisch-volksmäßigen Wurzeln des Reformationskampfes“ aufzuzeigen.

## Kritik
- Werner Bergengruen († 1964) wertete Die Kindheit des Paracelsus als „kräftigsten und farbigsten Teil“.[6]
- Der Germanist Herbert Seidler, 1958–64 Dozent im Südafrika der Apartheid und wie Kolbenheyer ehemaliges Mitglied der NSDAP,[7] lobte die Trilogie als „Meisterleistung biographisch-geschichtlicher Romankunst“.[8]
- Kiesel[9] räumt ein, Paracelsus sei „ein episches Werk von Rang“ und könne „nicht nationalsozialistisch genannt werden“. Trotzdem fuße auch auf diesem Werk „Kolbenheyers Prominenz in der NS-Zeit“. Konsequent wurde das Buch deshalb von „der Literaturwissenschaft und Literaturkritik“ nach dem Kriege mit einer Mauer des Schweigens umgeben.

## Inhaltsangabe

### Die Kindheit des Paracelsus
Zeit und Ort. Das erste Buch handelt höchstwahrscheinlich von 1493 bis 1500. Denn bei Romanbeginn ist Theophrasts Mutter mit ihrem einzigen Kinde hochschwanger, und gegen Ende des ersten Buches ist der Knabe Theophrast sieben Jahre alt. Ort der Handlung ist zumeist die Gegend um Theophrasts Geburtshaus. Das ist das „Ochsnerhüsli an der Tüfelsbruck“ bei Einsiedeln im Schweizer Kanton Schwyz. Die Teufelsbrücke führt über die Sihl.
Handlung. Rudi Ochsner und seine Frau, die Weßnerin, sind die Großeltern Theophrasts mütterlicherseits. Das eidgenössische Bauernpaar hatte drei Kinder: Jungrudi, Hans und Elsula Ochsner. Jungrudi, vormals Söldner im Dienst des Petro de Medici von Florenz, stirbt unmittelbar nach seiner Heimkehr im Ochsnerhause. Kurz nach dem Tode des Onkels wird Theophrast geboren. Hans, ein überaus kriegslüsterner Hüne, zieht aus eigenem Antrieb gegen Ende des ersten Bandes in den Schwabenkrieg und kehrt nicht zurück.
Rudi Ochsner hatte das Ochsnerhaus vor der Geburt seiner Tochter Elsula eigenhändig erbaut. Obwohl Rudi ein Wappen führt, sind er und seine Nachkommen dem Kloster Einsiedeln hörig und müssen aus diesem Grund für die Mönche fronen. Also auch Els – wie Elsula gerufen wird – und Theophrast sind nach geltendem Recht unfrei. Theophrasts Vater, der ehemals „landfahrende“, ziemlich unbemittelte schwäbische Arzt Wilhelm Bombast von Hohenheim, kann trotz seines Adels Frau und Kind wegen akuten Geldmangels nicht freikaufen. Wilhelm Bombast gilt in der Schweiz als „landfremd“ und hat es als gebürtiger Schwabe während des Schwabenkrieges nicht leicht unter Eidgenossen. Hinzu kommt für ihn noch die Konkurrenz der einheimischen Wunderheiler, denen mancher Patient in seiner Pein eher glauben möchte als dem Mediziner Bombast. Doch letztendlich ist das Geschick des Arztes immer wieder gefragt.
Theophrast wächst als einziges Kind im Ochsnerhaus behütet auf. Die Erwachsenen verfolgen gutmütig die Fortschritte des Kleinen auf dem Wege zum Schüler. Der Vater bringt Theophrast den Umgang mit seiner künftigen einzigen Waffe, der Feder, bei. Theophrast lernt das Schreiben und das Lesen. Der erste Schicksalsschlag trifft den Jungen, als die geliebte Mutter geisteskrank wird und in dem bäuerlichen Haushalt als dringend benötigte Arbeitskraft ganz ausfällt. Theophrasts Vater muss eine junge, kräftige Frau als „Magd werben“. Er findet in Altendorf das blutjunge Gritli. Aber die neue Haushaltshilfe verliebt sich schnurstracks über beide Ohren in den kraftstrotzenden Hans und folgt ihm, gleichsam als personengebundene Marketenderin, in den Schwabenkrieg. Gritli wird während des Feldzuges von Hans geschwängert und kehrt schließlich hochschwanger nach Altendorf zurück. Derweil hat sich der Gesundheitszustand von Theophrasts Mutter weiter verschlechtert. In einem unbewachten Augenblick verlässt die kranke Els das Haus, erklettert das Geländer der Teufelsbrücke und stürzt sich in die wild schäumende Sihl. Els wird trotz intensiver Suche nicht aufgefunden. Nach dem Tod der Mutter möchte Theophrasts Vater mit dem Jungen nach Kärnten übersiedeln. Die Großeltern sehen ihre Einsamkeit kommen. Rudi Ochsner unternimmt mit seinem Enkel Theophrast ausgedehnte Spaziergänge und will das Heimatgefühl des Jungen stärken. Die Weßnerin lockt das Gritli und deren neugeborenen Sohn ins Ochsnerhaus, das zu verwaisen droht. Das Gritli will unabhängig bleiben, gibt aber schließlich dem Drängen der Großmutter ihres „Büebli“ nach.

### Das Gestirn des Paracelsus
Zeit und Ort. Die Handlung setzt 1508 mit dem Tode des Bischofs Erhard von Lavent ein. Zu dem Zeitpunkt ist Theophrast 15 Jahre alt. Der lernbegierige Jüngling studiert zuerst in Schwaben und dann in Oberitalien. Am Ende verlässt der frisch promovierte Theophrast um 1516 Ferrara. Eingangs des zweiten Bandes nimmt Theophrast 1520 an der Schlacht bei Bogesund teil und ausgangs stirbt 1527 in Basel Theophrasts Patient und Gönner Johannes Frobenius.
Handlung. Theophrast kehrt zu seinem Vater nach Villach zurück. Herr Wilhelm Bombast hatte den Sohn 1506 zu dem Bischof Erhard nach Sant Andrä im Laventtal geschickt. Dort in der „Klosterschul“ sollte Theophrast sein Latein vervollkommnen, um reif für die „hoche Schul“ zu werden. Theophrast ist froh, den Mönchen entronnen zu sein. Denn in St. Andrä wurde aus Prinzip nur Latein gesprochen. Überdies hatte er unter den Klosterschülern keinen Freund. Aber dank der guten Verbindungen, die Theophrasts Vater zu dem Bischof unterhalten hatte, war der Junge zum Gehilfen des Bischofs in der spagyrischen Kunst aufgestiegen und hatte manche Nacht im Labor durchwacht. Auf dem Sterbebett hatte Bischof Erhard seinem Vertrauten Theophrast Geheimpapiere übergeben, die nach Würzburg zu Trithemius gebracht werden sollten. Auf seiner Flucht aus der Klosterschule waren Theophrast beim Überleben auf den winterlichen Straßen seine früher vom Vater vermittelten medizinisch-praktischen Kenntnisse zu Hilfe gekommen. Theophrast renkt einem Bauern beherzt den Unterarm ein und wird von der Bauersfrau zum Dank verpflegt. Der Junge geht darauf ein Stück Wegs mit dem jungen Gelehrten und Landsmann Vadianus.
Theophrasts Aufenthalt beim Vater in Villach ist kurz. Der aufstrebende Jüngling will auf die „hoche Schul“. So schließt er sich einem berittenen „Güterzug“ an, der ihn über das Kanaltal und Tamswegen nach Ulm führt. Von dort wandert Theophrast über Blaubeuren und Urach nach Tübingen. Wie einst sein Vater kommt Theophrast in der Tübinger Pfauenburs unter. Die Latinität hat ihn wieder. Magister Johannes Brassicanus wird auf den Grünschnabel aufmerksam, als dieser im großen Bursensaal der Alma Mater Tubingensis vor versammelter Fakultät munter „opponiert und respondiert“ [widerlegt]. In seiner Freizeit entflieht Theophrast „aller Gelehrsamkeit“. Der junge Studiosus wandert zum Schloss Kilchberg, um dort den „chymischen Ofen“ zu inspizieren. In seinem Zimmergenossen Wolfgang Thalhauser aus Augsburg findet Theophrast einen Zuhörer. Nach „dritthalb Jahr“ verlassen die Freunde Schwaben und wollen in Italien weiterstudieren. Theophrast sucht unterwegs den Vater in Villach auf. Von dem erfährt der Studiosus, dass er noch nicht ganz ausstudiert hat. Theophrast nutzt die günstige Gelegenheit. Er fährt in die „Frisch-Glück-Zeche des Bleiberges“ ein und schaut vor Ort sowohl „die vier Elemente der Alten“ – Wasser, Erdenschlamm, rote Glut und Wind als auch die „vier Lebenssäfte“ – Blut, Schleim sowie gelbe und schwarze Galle.
Zusammen mit dem Freunde Thalhauser studiert Theophrast ab 1512 an der Universität Ferrara Medizin bei Nicolo Leoniceno und Giovanni Manardo. Die Zeiten sind unruhig. Herzog Alfonso führt Krieg gegen Venedig. Theophrast und sein Freund wohnen mit zwei Deutsch sprechenden Medizinstudenten aus der Schweiz und aus Schlesien zusammen. In den drei Zimmergenossen findet Theophrast, der „kleine Magier“ oder auch der „kleine deutsche Edelmann“ genannt, wiederum Zuhörer für seine Postulate: Menschliche Todesursachen seien „Verschlammung des Körpers“ und „Selbstvergiftung“. Als in Ferrara die Pest ausbricht, fliehen die Herren Doktoren der medizinischen Fakultät allesamt Hals über Kopf aufs Land. Theophrast bleibt und meldet sich zusammen mit fünf Medizinstudenten zum „Pestdienst“. Zur Belohnung sollen die sechs mittellosen Herren nach erfolgreichem Dienst aus den Finanzen des Herzogtums Ferrara „zu Doktoren“ promoviert werden. Das Vorhaben gelingt – die Pest klingt nach ihrem Wüten endlich ab. Theophrast besteht die mündliche Prüfung bei seinem Gönner Nicolo Leoniceno und darf sich „beider Arzeneien Doktor“ nennen. Furchtlos hatte Theophrast gegen die grassierende Seuche unkonventionell – mit Vitriolspiritus und Sublimatschwefel – gekämpft. Dabei waren ihm die konventionellen Methoden wohl bekannt gewesen.
König Christiern kann in seinem Kopenhagener Schlosse nicht schlafen. Theophrast, aus Neapel über Paris und die Niederlande nach Dänemark anreisend, hat ein wirksames Schlafmittel für den König im Gepäck und zieht anschließend als Regimentsmedicus mit den Dänen „gen die feste Stadt Stockholma“. Theophrast hat im Felde mehrere Feldschere und Bader unter sich und steht unermüdlich den Verwundeten bei. Nach dem Dänenkriege zieht Theophrast, der sich nun Paracelsus nennt, weiter durch Europa. Von Wilna, Danzig, Polen, den Karpaten und Siebenbürgen kommend, erreicht er über Preßburg Wien und will dort endlich sesshaft werden. Mitglieder der medizinischen Fakultät verjagen Theophrast aus der Donaumetropole. Sein Wanderleben führt Paracelsus über Tulln, Linz, Wilhering und Eferdingen nach Salzburg. Auf einem Ritt zu einem herrschaftlichen Patienten nach Schloß Stauffeneck wird er in den Bauernkrieg hineingezogen. Bauern entführen den furchtlosen Arzt zu einem ihrer Verwundeten. Theophrast behandelt einen Partisanenstoss, hält sich jedoch aus den andauernden kriegerischen Auseinandersetzungen mit Erfolg heraus. Im Salzburger Land ist es dem Arzt gar zu unruhig. So verspricht er seinen Wirtsleuten, einmal wiederzukommen und zieht weiter über Tübingen und Freiburg nach dem Kloster Hirsau. Dort öffnen die Benediktiner dem Arzt aus „dem Hochstifte Einsiedeln“ ihre Bibliothek. Theophrast sucht die benachbarten Thermen in Wildbad auf. In Straßburg lernt er einen „ufrührerischen“ Täufer aus Waldshuet kennen. In Straßburg erreicht Theophrast ein Hilferuf des in Basel an Gangrän erkrankten Druckherren Frobenius. Theophrast sputet sich schnell. Ein Stockwerk über dem kranken Druckherren sitzt in Basel der „hochgelehrt Doktor Desiderius Erasmus“ höchstpersönlich! Der gerufene Arzt trifft bald in Basel ein und kann dem Druckherren helfen. Zum Dank wird Theophrast vom Stadtrat Basel als „Stadtarzt eingesetzt“ und zum Professor mit Lehrstuhl berufen. Ein „Kolleg über Urin- und Pulsdiagnose“ sowie eines über Physiognomie werden eingerichtet. Der Arzt schart Schüler aus Tübingen, Freiburg und Straßburg um sich. Johannes Oporinus wird sein Famulus. Einmal unternimmt Theophrast einen Ritt nach Zürich. Dort besucht er einen alten Kommilitonen aus der Studienzeit in Ferrara. Der Besucher ist stets im Dienst. So erforscht er die „Siechtumslage Zürichs“. Auf dem Heimritt überwindet er sich und biegt nicht in Richtung Einsiedeln ab, um nach den Großeltern im Ochsnerhause zu sehen. Durch seine in medizinischen Angelegenheiten zu weit vorpreschende Art macht sich der frischgebackene Professor die „Arztenfakultät ze Basel“ zum Feind. Als schließlich Frobenius stirbt, kann Theophrast nur mit Mühe aus Basel fliehen. Zuvor waren fast alle Basler Freunde von ihm abgefallen, und er war verhöhnt worden: Zwiebel und Knoblauch seien die Heilmittel des „Dreckmouls“, des „Waldesels us Einsiedlen“. Einzig der vortreffliche Oekolampad hält zu dem geschmähten Freunde.
Nachdem Theophrast Basel hinter sich gelassen hat, verweilt er in der nächtlichen Winterlandschaft und schaut auf zu seinem Gestirn, dem Orion. Der Flüchtling ist im zweiten und dritten Buch der Trilogie nicht so sehr Jäger wie Orion, sondern vielmehr rastlos Umherirrender, manchmal Verjagter sogar.

### Das dritte Reich des Paracelsus
Zeit und Ort. Die Handlung beginnt 1529 in Nürmberg und endet mit dem Tode Theophrasts am 24. September 1541 in Salzburg.
Handlung. Nur ein einziges Mal in der umfangreichen Trilogie findet Theophrast eine Frau. In Nürnberg wurde während der Reformation das Klarissenkloster säkularisiert, und darauf wurde die Nonne Lucia Tetzel von den Eltern heimgeholt. Lucia erkrankte. Die Nürnberger Ärzte versagen. Der liebevoll um Lucias Wohl besorgte Vater, ein Nürnberger Ratsherr, zieht den aus Kolmar anreisenden Theophrast hinzu. Der Nonne geht es nach dem Arztwechsel zunächst besser. Lucias „Geist flüglet wieder“. Die hochgebildete „Jungfrou“ kann mit ihrem neuen Arzt ein philosophisches Gespräch über die drei Reiche führen. Die drei Reiche sind das Reich Gottes, das Reich des Gestirns und das Reich der „elementischen Welt“. Minerale und Metalle sind Elemente. Beide schlummern im Berg, „der natürlichen Matrix“. Der Alchemist entreißt die Elemente dem Berg und übergibt sie dem Feuer.
Lucia erkennt die Einsamkeit Theophrasts. Ihre Gesundheit verschlechtert sich erneut. Das Fräulein siecht hin und stirbt. Theophrast will weiterziehen. Nicht ohne Grund sucht er zuvor den Ratsschreiber Lazarus Spengler auf. Hat doch der Arzt einige seiner Manuskripte in Nürnberger Druckereien liegen und hätte gern einen Vertrauten, der den Druck überwacht. Als sich Theophrast vom Ratsschreiber verabschiedet, erkennt auch letzterer, wie fremd Theophrast unter Menschen ist.
Theophrast, der „Wegmüde“, sucht „Menschennähe“ und zieht sich 1530 – auf dem Wege nach Regensburg – in das „abgeschiedene Nest“ Beretzhusen im Fränkischen zurück, schreibt dort sein pharmazeutisches Werk „Paragranum“ und beginnt das „Paramirum“, sein großes Werk über die neue Naturheilkunde. „Inmitten eines papistischen Landes“ erlebt Theophrast in der Beratzhausener Kirche die Reformatorin Argula, Schwester des Reichsfreiherrn Bernhardin Stauf zu Ehrenfels. Argula, die Grumbachin genannt, zuvor auf der „Feste Coburg“ von Luther selber empfangen worden, verkündet voller Begeisterung dem lauschenden Landvolk und den auch in der Kirche sitzenden Herrschaften die frohe evangelische Botschaft. Doch Theophrast kann nicht auf dem Lande bleiben. Die Nürnberger Offizinen haben es sich von „der Arztenfakultät zu Leipzig“ bescheinigen lassen: Der Heilmeister Paracelsus darf nicht mehr gedruckt werden. Theophrasts Feinde, von ihm die „Rott Galeni“ und Rott „Avicennae“ betitelt, dominieren nicht nur in der Basler und Wiener, sondern auch in der Leipziger medizinischen Fakultät. Also begibt sich der Unterdrückte in die „Pfaffenstadt“ Regensburg. Dort sucht er nach anderen Buchdruckern. Wenn sich Theophrast längere Zeit an einem Ort aufhält, reitet er – so auch von Regensburg aus – zu Patienten nach außerhalb. Der Arzt kuriert – immer noch anno 1530 – in Amberg die schlimme Herysipela an den Armen und Beinen des Bürgermeisters Bastian Kastner, wird aber – nicht das erste und letzte Mal – um das verdiente Honorar geprellt.
Theophrasts ständige Reise – „Stadt umb Stadt“ – kreuz und quer durch Mitteleuropa bringt in Sankt Gallen die Wiederbegegnung mit Vadianus. Im Appenzellerland vollendet der Arzt sein Werk „Paramirum“. Darin schreibt er über die „Ursach der unsichtbaren Krankheiten“. In der Nähe von Gais und Bühler zieht er sich auf das uralte, entlegene Gehöft Roggenhalm in die Berge zurück und lehrt andächtig lauschenden Gottsuchern seine Weltanschauung. Darauf behandelt er die armen Leute von Urnäsch und Umgebung. Theophrast macht den einfachen Menschen, die an Hexerei glauben, verständlich, was Menschlichkeit sei. Einmal dringt Monsignore Anselm Keuschentaller aus Rom im Auftrag des Papstes – zuletzt durch den Tiefschnee stapfend – bis in Theophrasts Bergeinsamkeit vor und warnt den weltflüchtigen Prediger vor den Versuchungen der Reformatoren aus Wittenberg und Zürich.
Theophrast muss weiterziehen. Über Innsbruck und den Brenner sucht er Sterzingen im Eisachtal auf. Als Volltreffer auf dem Zickzackkurs des Theophrast durch die Alpen erweist sich das nächste Reiseziel: Augsburg. Dort ist sein Jugendfreund Wolfgang Thalhauser inzwischen Stadtphysikus [Arzt] geworden. Zwei von Theophrasts Büchern über Wundarznei erblicken binnen zweier Monate in der Fuggerstadt das Licht der Welt.
Theophrast sucht das Grab des Vaters in Villach auf. Danach neigt sich das Leben des Paracelsus' dem Ende entgegen. Auf seinen Reisen schmerzt dem Reiter am Fuschlsee die Leber. Der Kranke erreicht Salzburg mit Müh und Not. Auf dem Krankenlager schwellen Theophrast die Beine und werden steif. Herzog Ernst von Bayern, Administrator des Erzstiftes Salzburg, erfährt noch am Todestag vom Hinscheiden des Arztes. Die einzige Sorge des Herzogs ist die Inbesitznahme eventuell vorhandener Manuskripte des „berühmten“ Mannes, der „ein Sohn der Kirche gewesen“.

## Zitate
nach: Paracelsus. Roman-Trilogie. Orion-Heimreiter-Verlag, Heusenstamm 1979. ISBN 3-87588-112-5.
- Das Glück des Menschen ruhet im Menschen, nit im Stern. (S. 367)
- Der Ruf eins Arzet sänd die genesen Kranken. (S. 523)
- Hundert Jahr Menschenleben wellend ertragen sin. (S. 571)
- Wir sänd zu schlafen nit geborn, sundern zu wachen. (S. 578)
- Ich bin des weiten Wegs gewohnt: es ist der Weg der Kunst. (S. 754)
- Viel künnen regiern, nur einer ist Künig. (S. 775)
- Der Tüfel tuets, nit du. (S. 787)
- Nit der Tod ist die Qual. Die Qual ist, wo der Tod hebt an. (S. 852)

## Gesamtausgaben
- Paracelsus. Romantrilogie, Langen Müller Verlag, München 1941.
- Paracelsus. Romantrilogie, Neff, Wien 1951.
- Paracelsus. Romantrilogie, Lehmann, München 1964. (vom Verfasser überarbeitet)
- Paracelsus. Roman-Trilogie, Orion-Heimreiter, Heusenstamm 1979. ISBN 3-87588-112-5. (Unveränd. Nachdr. d. Aufl. 1964)